# Зоран Анђелковић
Зоран Анђелковић (Варварин, 1. новембар 1958) српски је политичар и привредник. Некадашњи је генерални секретар Социјалистичке партије Србије и председник привременог Извршног већа Аутономне Покрајине Косова и Метохије (1998-2002), директор је поште Србије од маја 2024 године.

## Биографија
Зоран Баки Анђелковић рођен је 1. новембра 1958. године у Варварину. Одрастао је у Бошњану где је завршио основну школу, а средњу у Крушевцу. Дипломирао је на Економском факултету у Београду.
Прво запослење било му је у Робној кући Београд, у радњи у Варварину.
Био је члан Савеза комуниста, председник локалних и регионалних омладинских организација, касније је постао и секретар Савеза социјалистичке омладине Србије (ССОС), а затим је именован за извршног секретара ЦК СК Србије. Био је и командант радне акције под називом „Аутопут 1984”. Трансформисањем Савеза комуниста у СПС постаје њен члан. Био је шеф посланичког клуба СПС и потпредседник Одбора СПС за Косово и Метохију.
У другој Влади Мирка Марјановића био је министар за спорт и омладину, а 1998. постављен је на функцију председника Привременог Извршног већа за Косово и Метохију. Биран је за народног посланика у Народној скупштини Републике Србије више пута.
У власништву његове породице је Радио С. Водитељи Менталног разгибавања, које је тамо започело као Национално разгибавање, су га описали као веома коректну особу, јер упркос томе што се и СПС и Бакијеви сарадници понекад налазили на мети Разгибавања, никад им није правио проблема око тога.